# Daniel du Preez
Pour les articles homonymes, voir Du Preez.
Pas d'image ? Cliquez ici

a Compétitions nationales et continentales officielles uniquement.

b Matchs officiels uniquement.
Dernière mise à jour le 16 juillet 2021.

Daniel du Preez alias Dan du Preez, né le 5 août 1995 à Durban (Afrique du Sud), est un joueur international sud-africain de rugby à XV évoluant au poste de troisième ligne. Il évolue avec le club des Sale Sharks en Premiership depuis 2019.

## Biographie
Daniel du Preez, nait à Durban en 1995, il est le fils de Robert du Preez, ancien international sud-africain et ancien entraîneur des Sharks. Il est également le frère jumeau de Jean-Luc du Preez, qui comme lui, évolue en troisième ligne avec Sale et les Springboks. Il est le frère cadet du demi d'ouverture Robert du Preez, qui joue lui aussi à Sale.

## Carrière
En 2017, il est appelé par le sélectionneur des Springboks Allister Coetzee pour participer à la tournée de novembre, tout comme son frère Jean-Luc du Preez.
Il honore sa première sélection face à la France en tant que remplaçant. 